# 妊娠初期の出血
妊娠初期の出血（英: Early pregnancy bleeding）とは、在胎週数が24週間前（妊娠第1期と第2期）に起こる膣からの出血のことである。出血が著しい場合、出血性ショックを発生する可能性がある。意識喪失、胸痛、息切れ、肩の痛みなどがみられる場合はショック状態に陥る懸念が高まる。
妊娠初期の出血の一般的な原因には、子宮外妊娠、切迫流産、流産などがあげられる。ほとんどの流産は、在胎週数が12週より前に発生する。その他の原因には、着床出血、妊娠性絨毛性疾患、ポリープ、子宮頸がんなどがあげられる。根本的な原因を特定するための検査には通常、検鏡検査、超音波検査、hCG測定などが行われる。
治療は根本的な原因によって異なる。子宮頸部の開口部に子宮内容物が見られる場合は、子宮内容除去の必要がある。子宮内で胎児の心音がある場合は、一般的に注意深く経過観察することが適切である。抗D免疫グロブリンの投与は通常、Rh陰性の妊婦に推奨さる。場合によって手術が必要になることがある。
女性の約30％は、妊娠初期（在胎週数0〜12週）に出血する。妊娠中期（在胎週数12〜24週）の出血はあまり一般的ではない。妊娠していることに気づいた女性の約15%が流産している。子宮外妊娠は妊娠の2％未満に発生する。